# Te amo (canción de Piso 21)
«Te amo» es una canción grabada por la banda colombiana Piso 21, perteneciente a su segundo álbum de estudio, Ubuntu (2018), donde cuenta con la participación del rapero argentino Paulo Londra. Fue presentado el 15 de marzo de 2018 como el quinto sencillo de dicho álbum.

## Antecedentes y composición
La canción marca la unión entre Piso 21 y Paulo Londra después de que éstos tuvieran un gran éxito con sus sencillos, respectivamente, ya que Piso 21 había logrado un gran nivel de popularidad con su sencillo anterior «Déjala que vuelva» junto a Manuel Turizo, mientras que Londra se había consolidado con su canción «Nena maldición» junto a Lenny Tavárez.
«Te amo» es una canción pop, fusionado con el estilo de hip hop y trap que caracteriza a Paulo Londra. Tiene una duración de tres minutos y 22 segundos en su versión original, mientras que el videoclip dura tres minutos y 28 segundos. Fue escrita por Daniel Echavarría Oviedo (Ovy on the Drums), Pablo Mejía Bermúdez (Pablo), Juan David Huertas Clavijo (El Profe), David Escobar Gallego (Dim), Juan David Castaño Montoya (Llane) y Paulo Londra.

## Video musical
El videoclip fue grabado en la ciudad de Medellín bajo la producción de 36 Grados y la dirección de Paloma Valencia. Asimismo, fue lanzado el 15 de marzo de 2018 por el canal de Piso 21 en Youtube.

### Sinopsis
En el video musical, aparecen Pablo, Profe, Dim y Llane junto a Londra y Ovy on the Drums (quien actúa dentro del videoclip) como seis amigos que pasan el tiempo practicando con la patineta en una pista de skateboard, y también jugando baloncesto. En eso, aparece una chica skater en la pista que resulta ser amiga de los seis pero en eso, aparece un amigo de ellos, quien estaba en la pista filmando a los demás mientras patinaban o jugaban. Cuando se presentan ambos, se enamoran a primera vista. Casualmente, los seis terminan siendo testigos de ese sentimiento entre la nueva pareja.

## Posicionamiento en las listas
| Listas (2018)                      | Mejor posición |
| ---------------------------------- | -------------- |
| Argentina Hot 100 (Billboard)      | 31             |
| Argentina Airplay (Monitor Latino) | 8              |
| Bolivia (Monitor Latino)           | 4              |
| Chile (Los40 Chile)                | 15             |
| Colombia (Monitor Latino)          | 9              |
| Colombia (National Report)         | 7              |
| Colombia (Promúsica)               | 4              |
| Costa Rica (Monitor Latino)        | 16             |
| Ecuador Airplay (Monitor Latino)   | 11             |
| Ecuador (National-Report)          | 17             |
| El Salvador Pop (Monitor Latino)   | 15             |
| España (PROMUSICAE)                | 46             |
| Guatemala (Monitor Latino)         | 18             |
| Mexico Airplay (Billboard)         | 25             |
| Mexico Espanol Airplay (Billboard) | 9              |
| México Pop (Monitor Latino)        | 19             |
| Nicaragua (Monitor Latino)         | 18             |
| Panamá Urbano (Monitor Latino)     | 12             |
| Paraguay (Monitor Latino)          | 2              |
| Perú (Monitor Latino)              | 5              |
| Perú (UNIMPRO)                     | 125            |
| Venezuela (National-Report)        | 21             |

| Listas (2018)                   | Mejor posición |
| ------------------------------- | -------------- |
| Argentina Digital Songs (CAPIF) | 5              |
| Panamá (PRODUCE)                | 143            |
| Paraguay (SGP)                  | 40             |

| Listas (2018)                   | Mejor posición |
| ------------------------------- | -------------- |
| Argentina (Monitor Latino)      | 14             |
| Bolivia (Monitor Latino)        | 28             |
| Colombia (Monitor Latino)       | 19             |
| Costa Rica (Monitor Latino)     | 28             |
| Ecuador (Monitor Latino)        | 45             |
| El Salvador (Monitor Latino)    | 70             |
| Guatemala (Monitor Latino)      | 39             |
| América Latina (Monitor Latino) | 79             |
| Nicaragua (Monitor Latino)      | 78             |
| Panmá (Monitor Latino)          | 74             |
| Parguay (Monitor Latino)        | 3              |
| Perú (Monitor Latino)           | 34             |
| Uruguay (Monitor Latino)        | 61             |

## Certificaciones
| País      | Organismo certificador | Certificación | Ventas certificadas | Simbolización | Ref.   |
| --------- | ---------------------- | ------------- | ------------------- | ------------- | ------ |
| Argentina | CAPIF                  | Platino       | 20 000              | ▲             | [ 41 ] |
| Chile     | PROFOVI                | Platino       | 10 000              | ▲             | [ 41 ] |
| Colombia  | ASINCOL                | Platino       | 20 000              | ▲             | [ 42 ] |
| España    | PROMUSICAE             | Platino       | 40 000              | ▲             | [ 43 ] |

## Créditos y personal
Adaptados desde Genius.

### Producción
- Paulo Londra: voz y composición.
- David Escobar Gallego: voz y composición.
- Llane: voz y composición.
- Pablo Mejía Bermúdez: voz y composición.
- Juan Diego Medina: composición.
- Juan David Huertas Clavijo: composición.
- Ovy on the Drums: producción y composición.
- Kristoman: composición.
- Juan David Huertas: guitarra.

### Técnico
- Wain: ingeniería de masterización e ingeniería de mezcla.
- Rolo: ingeniería de mezcla.
- Ovy on the Drums: ingeniería de grabación.

## Historial de lanzamientos
| Región | Fecha               | Formato(s)                 | Sello(s) discográfico(s) | Ref.   |
| ------ | ------------------- | -------------------------- | ------------------------ | ------ |
| Varios | 15 de marzo de 2018 | Descarga digital streaming | Warner Music México      | [ 45 ] |